# Verrucaria acrotelloides
Verrucaria acrotelloides är en lavart som beskrevs av Abramo Bartolommeo Massalongo. Verrucaria acrotelloides ingår i släktet Verrucaria, och familjen Verrucariaceae. Arten är reproducerande i Sverige.